# Max Dibbern
Max Ernst Dibbern (* 6. Juni 1889 in Stuttgart; † 1972) war ein deutscher Politiker (FDP).

## Leben und Beruf
Er war der Sohn des aus Altona stammenden Kapellmeisters Karl Dibbern und Kaufmann von Beruf. Während der Zeit des Nationalsozialismus schloss er sich der liberalen Widerstandsgruppe Gruppe Q, der späteren Gruppe Freies Hamburg, um Friedrich Ablass an. Nach dem Zweiten Weltkrieg engagierte er sich in der Deutschen Friedensgesellschaft und zunächst auch in der Vereinigung der Verfolgten des Naziregimes, aus der er im Februar 1950 wegen des wachsenden kommunistischen Einflusses jedoch austrat.

## Partei
Dibbern gehörte 1945 zu den Mitbegründern der Partei Freier Demokraten, aus der der Hamburger FDP-Landesverband hervorging. Dort wurde er Vorsitzender des Kreisverbandes Niendorf-Lokstedt-Schnelsen. Ab Ende 1949 beteiligte er sich innerhalb der Hamburger FDP am Demokratischen Zirkel, in der sich der linke Flügel der Landespartei zusammenfand.
Am 20. Januar 1951 gehörte Dibbern mit Harald Abatz, Emmy Beckmann, Lieselotte Anders, Anton Leser und Hans-Harder Biermann-Ratjen zu den Unterzeichnern des Aufrufes für eine liberale Sammlung von Edgar Engelhard, die sich gegen die Pläne der Landesverbände Nordrhein-Westfalen, Niedersachsen und Hessen wendeten, aus der FDP eine Partei der Nationalen Sammlung zu machen.
Mitte der 1950er Jahre trat Dibbern aus der FDP aus und schloss sich der SPD an, in der er jedoch keine Ämter übernahm.

## Abgeordneter
Nachdem Dibbern bereits 1946 vergeblich im Wahlkreis Niendorf kandidiert hatte, wurde er 1949 im Wahlkreis Lokstedt in die Hamburgische Bürgerschaft gewählt. Er gehörte dem Parlament bis 1953, als er nicht wieder aufgestellt wurde, an.